# علاء خالد
علاء خالد (1 يناير 1960) شاعر وروائي مصري وكاتب في جريدة التحرير وجريدة أخبار الأدب والمشرف العام وأحد مؤسسي مجلة أمكنة في الإسكندرية. منذ صدور ديوانه الأول في بداية التسعينيات، اعتبر أحد الأسماء الأساسية في تاريخ قصيدة النثر في جيلى الثمانينيات والتسعينيات، وصدرت له ستة دواوين شعرية أخرى، وثلاثة كتب نثرية. صدرت روايته الأولى بعنوان «ألم خفيف كريشة طائر تنتقل بهدوء من مكان لآخر» عن دار الشروق عام 2009.

## حياته الشخصية
ولد علاء خالد في مدينة الإسكندرية عام 1960. درس الكيمياء الحيوية في كلية العلوم بجامعة الإسكندرية وتخرج فيها عام 1982. دخل الجيش كضابط احتياط وظل به حتى سنة 1986 وعمل موظفاً في شركة حتى سنة 1989. بدأ طريقه الأدبي في الثمانينات وتزوج من الفنانة التشكيلية والمصورة الفوتوغرافية سلوى رشاد سنة 1995. اشتهر بديوانه الأول الجسد عالق بمشيئة حبر في عام 1990 الذي يكشف فيه عن تجارب طفولته. ومن بين الأعمال النثرية التي صدرت له حتى الآن يمكن الإشارة بصورة خاصة إلى كتابه خطوط الضعف الذي صدر في عام 1995 والذي يقيم فيه علاء خالد علاقة بين عناصر أوتوبيوجرافية وبين لحظات تاريخية لواحة سيوة.

## أعماله[2]
- الجسد عالق بمشيئة حبر: شعر - دار مصرية 1990
- وتهب طقس الجسد إلى الرمز: شعر - كراسات خاصة 1992
- حياة مبيتة: شعر - دار الجديد 1995
- خطوط الضعف: نثر - دار شرثيات 1995
- المسافر: نثر - طبعة خاصة 2002
- طرف غائب يمكن أن يبعث الأمل: نثر - كتاب أمكنة 2003
- كرسيان متقابلان: شعر - دار شرقيات 2006
- تصبحين على خير: شعر - دار شرقيات 2007
- ألم خفيف كريشة طائر تتنقل بهدوء من مكان لآخر: رواية - دار الشروق 2009
- وجوه سكندرية: كتاب - مقالات - دار الشروق 2012
- تحت شمس ذاكرة أخرى: شعر - دار شرقيات 2012

### مجلة أمكنة[3]
«أمكنة» هي مجلة أدبية مستقلة تصدر كل عام في الإسكندرية ويحررها مجموعة من المؤلفين. تعنى بثقافة المكان وتعتبر واحدة من أهم المجلات الثقافية العربية أسلوبًا وموضوعًا. بدأت فكرة المجلة بعلاء خالد وزوجته المصوّرة الفوتوغرافية سلوى رشاد والشاعر مهاب نصر بعد حرب الخليج الأولى وصدر العدد الأول في 1990. مجلة أمكنة نتاج جهد سكندري خالص لا يعتمد على أي دعم رسمي أو أي تمويل بل قائم على المجهودات الشخصية. وتعتمد المجلى على فكرة الحكايات والتجارب الشخصية وثقافة المكان وتاريخه، الناس الذين صنعوا هذا التاريخ سواء بإرادتهم أو بحكم وجودهم فيه، والخصوصية الفنية لهذا المكان. احتفلت المجلة في 2010 بصدور العدد العاشر لها في احتفال كبير بمكتبة الإسكندرية. كان محور العدد العاشر هو حياة الجامعة بينما خصص العدد الأول للإسكندرية، والثاني للصحراء، والثالث للمدينة، والرابع للفلاح، والخامس للبطل، والسادس للمسارات، والسابع للحدود، والثامن للخيال والتاسع لتحولات المدن.
بعد حرب الخليج الأولى، فكر علاء خالد في طريقة للخروج من عزلة المثقف والبحث عن طريقة كتابة تقترب من الواقع في فترة كان اهتمام المجلات الثقافية العربية بالتصورات المثالية. ولهذا بدأ التفكير في مجلة تبتعد عن المفهوم الضيق للأدب، بقدر ابتعادها عن الأفكار النمطية الجاهزة، وتكون قريبة من فكرة الحياة، والتجارب الشخصية. وجد علاء في بعض النصوص المترجمة في مجلتي «الكرمل» و«مواقف» هذا الحس الكتابي المختلف. وكان المدخل الأساسي للمجلة الحوار مع أناس عاديين. فكرة وجد علاء لاحقاً أن مجلة «الطليعة» استخدمتها عبر تقديم حوارات سياسية مع أشخاص عاديين. هذا الشكل الكتابي قدّم حلولاً لمشكلة كيف يوجد الصوت الآخر؟ كيف يحضر بلغته؟ وفكرة الرحلة التي تبحث عن هذا الصوت المختلف.
منذ العدد الأول، اكتشف علاء أن التاريخ الشفاهي مهم جداً وأن فيه صدق وحرارة وعفوية. ومن هنا بدأت فكرة الحوار مع الناس وربط ذلك بالصورة الفوتوغرافية. الحكايات في المجلة تحفظ خبرةً شخصية، وهذا ما جعل الناس في قلب المجلة، لا على هامشها. ومن عدد إلى آخر، بدأت أفكار المجلة الأساسية تتبلور. حوارات تبحث عن الصوت الآخر، ومقالات ذاتية، ورحلات، حيث الصورة جزء رئيسي منها. مع تطور المجلة، ظهرت فكرة كتاب «أمكنة» الذي صدر منه عددان لكنه لم يستمر.
إتهم البعض المجلة بالحس الأنثربولوجي فكتب علاء خالد في افتتاحية العدد: «ربما الأنثروبولوجيا كانت لها نشأة استعمارية. لكن هذا العلم أصبح له وجه آخر تجاوز السبب الذي نشأ من أجله، وهو الرحلة وراء ثقافتك وثقافة الآخرين. الفن والكتابة والرغبة في المعرفة كوّنت المكان الآخر الذي نرى فيه أنفسنا وأحلامنا وماضينا. المهم الآن أن نحافظ على أن تكون لنا حكاية».

### ألم خفيف كريشة طائر تتنقل بهدوء من مكان لآخر[4]
هي رواية علاء خالد الأولى التي صدرت عن دار الشروق عام 2009. تتحدث الرواية في 375 صفحة عن عائلة سكندرية يؤسسها الجد الكبير إبراهيم العائد من شرود طويل في الصحراء وتمتد إلى الكاتب نفسه في جيلها الخامس. فهنا تتجاور الحكايات والشخصيات في عالم من الحميمية الأخاذة لتصنع بانوراما أبطالها الراوي والأم والأصدقاء والجيران والزملاء، وهناك في خلفيتها يقف البيت الذي منحه الكاتب حياة جعلت منه شاهدًا على مصائر كل هؤلاء. تعتبر الرواية فصل من تاريخ الإسكندرية، لكنها إسكندرية الناس العاديين الذين نقابلهم طول الوقت وربما لا نعرفهم إلا عندما نقرأ رواية كهذه.

## وصلات خارجية
- مقالات علاء خالد بجريدة التحرير
- حوار علاء خالد مع محمد فرج حول روايته «ألم خفيف كريشة طائر ينتقل بخفة من مكان لأخر»
- قاسم حداد ونص علاء خالد «وتهب طقس الجسد إلى الرمز»
- صفحة مجلة أمكنة على موقع الفيس بوك  على فيسبوك.